# (159857) 2004 LJ1
(159857) 2004 LJ1, designación provisional 2004 LJ1, es un asteroide en una órbita excéntrica, clasificado como un objeto próximo a la Tierra (NEO) y un asteroide potencialmente peligroso del grupo Apolo, de aproximadamente 3 kilómetros de diámetro. El asteroide fue descubierto el 10 de junio de 2004 por astrónomos del programa LINEAR en el sitio de pruebas experimentales del Laboratorio Lincoln cerca de Socorro, Nuevo México, en los Estados Unidos. Es uno de los asteroides potencialmente peligrosos más grandes conocidos por existir.

## Órbita y clasificación
2004 LJ1 es un miembro del grupo dinámico Apolo, que son Asteroides que cruzan la órbita de la Tierra. Los asteroides Apolo son el mayor subgrupo de objetos cercanos a la Tierra.
El cuerpo orbita al Sol a una distancia de 0,9-3,6 UA una vez cada 3 años y 5 meses (1.244 días, semieje mayor de 2,26 UA). Su órbita tiene una excentricidad de 0.59 y una inclinación de 23° con respecto a la eclíptica. Su arco de observación comienza con un recuperación previa al descubrimiento de la Digitized Sky Survey tomada en el Observatorio Siding Spring, Australia, en febrero de 1995, más de 9 años antes de su observación oficial de descubrimiento en Socorro.

### Acercamientos cercanos
Con una magnitud absoluta de al menos 15,4, 2004 LJ1 es uno de los asteroides potencialmente peligrosos más brillantes y supuestamente más grandes conocidos. Tiene una distancia mínima de intersección orbital de la Tierra de 0,0168 unidades astronómicas (2.513.246,4 km), lo que se traduce en 6,5 distancias lunares (LD). El 16 de noviembre de 2038, este asteroide hará su encuentro más cercano a la Tierra a una distancia nominal de 0,0198 UA (7,7 LD). También se clasifica como un cruce de Marte, cruzando la órbita del Planeta Rojo a 1,66 UA.

## Características físicas
2004 LJ1 es un supuesto asteroide tipo-S pedregoso.

### Periodo de rotación
Desde 2004, Johanna Torppa, Adrián Galád y Brian Warner han obtenido tres curvas de luz rotacionales de 2004 LJ1 a partir de observaciones fotométricas. El análisis de curva de luz dio un período de rotación consolidado de 2,7247 horas con una amplitud de brillo entre 0,15 y 0,59 de magnitud (U=3).

### Diámetro y albedo
De acuerdo con la encuesta llevada a cabo por la misión NEOWISE del Wide-field Infrared Survey Explorer de la NASA, el 2004 LJ1 mide 3,07 kilómetros de diámetro y su superficie tiene un albedo de 0,13. El Asteroid Collaborative Lightcurve Link asume un albedo estándar para los asteroides pedregosos de 0,20 y calcula un diámetro de 2,47 kilómetros, con base en una magnitud absoluta de 15,4.

## Numeración y nombres
Este planeta enano fue numerado por el Centro de Planetas Menores el 30 de junio de 2007. A partir de 2018, no ha sido nombrado.